# ファーマーズマーケット

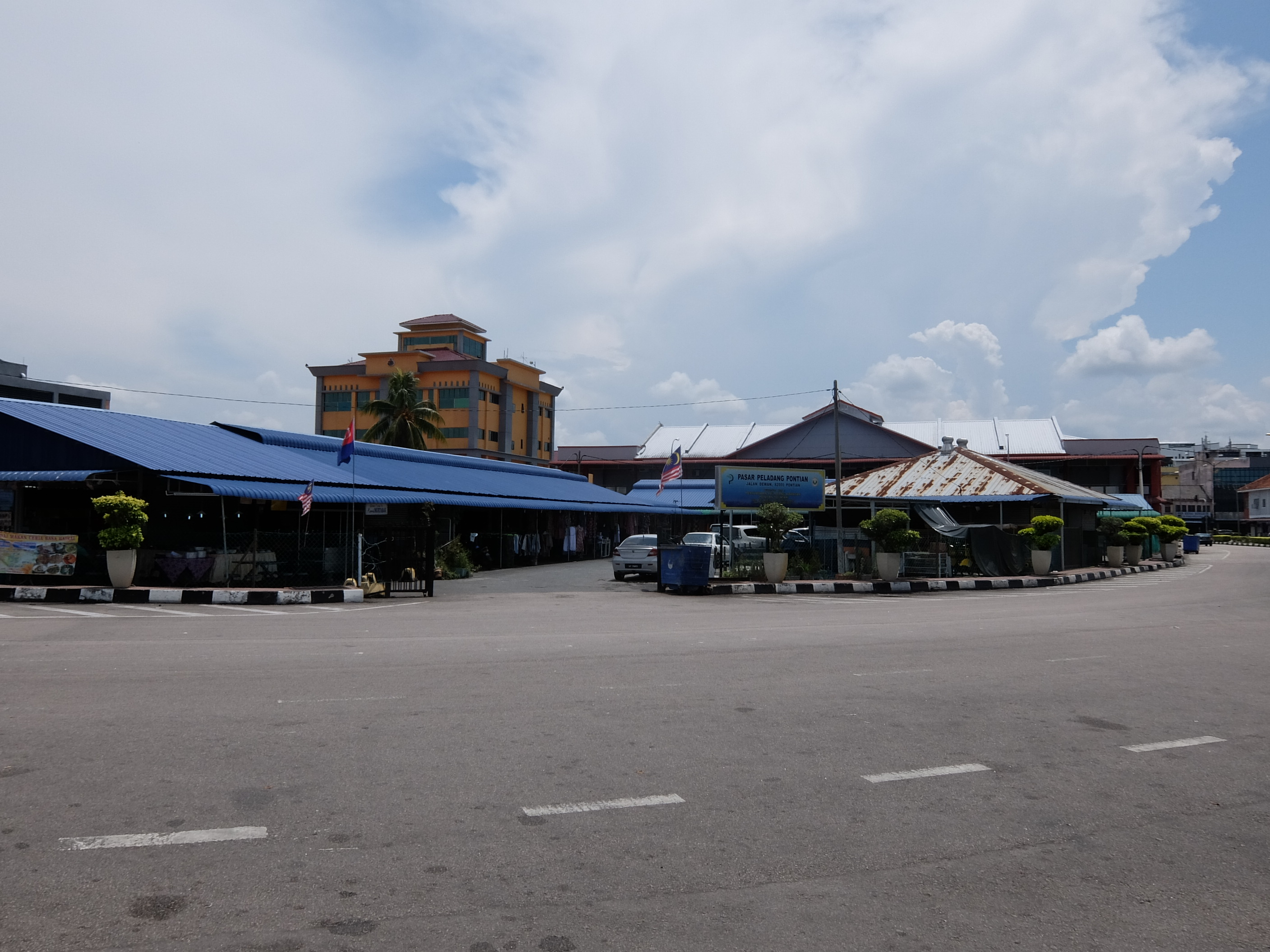
ファーマーズマーケット

ファーマーズマーケット (Farmer's Market) とは、主にその地域の生産者農家が複数軒集まって、自分の農場でつくった農産物を持ち寄り、消費者に直接販売するスタイルの市場である。本来ならば「生産者自らが店先で販売する」という形態をもってファーマーズマーケットと称されるが、直売所に過ぎないものであるに関わらず、ファーマーズマーケットと銘打っている場合も見受けられる。

## 概要
植民地時代から19世紀の北アメリカでは、市場法の伝統によって食料をはじめとする必需品を公正な価格で入手するための管理が行われていた。都市ではパブリック・マーケットが設立され、食料品はパブリック・マーケットを通してのみ購入でき、市場外取引、転売、買占めは禁止された。このためパブリック・マーケットの商品は、生産者が直接販売するものとなり、地産地消のルールが貫かれた。現在のファーマーズマーケットもパブリック・マーケットの伝統により、地産地消を基本としている。
現代の消費者にとって、ファーマーズマーケットは仲介業者が介在しないため、一般の市場よりも販売価格が低く抑えられることや、生産者自らが対面販売を行うゆえ、商品たる農産物に対する安心感を得ることができること、また、農場からの完全直送のため生産物が鮮度に優れるなど、さまざまなメリットがある。生産者にとっても、生産物を消費者に直接販売する（農協などが介在しない）ため、販売価格を自由に設定できることや、商品に対する消費者のダイレクトな反応を知ることができる、消費者とのふれあいを通じ農業に関する理解を広めることができる、などのメリットがある。
ファーマーズマーケットはヨーロッパやアメリカなど、先進国の多くの地域で催されており、地域の生産者と消費者が深く結びつくことで過疎化が進んでいた農村が盛り返したり、地域に根ざした特産品が増加するなどのメリットも多く、市民の間でも認知度を得ている。また、農産物の販売以外にも、パン類やスウィーツ類など加工品の店舗やカフェがあったり、音楽の生演奏といったイベントが行われるなど「市民の憩いの場」としての側面も持っている。あるいはまた、福祉サービスの一環として低所得者層へのチケット配布など、単に農作物を販売するだけでなく、食生活の改善や地域再生につながるゾーンとして、大いに活用されている類のファーマーズマーケットもある。

## オーガニックファーマーズマーケット
ファーマーズマーケットのうち、特に有機農産物（オーガニック）のものを扱うスタイルの市場。有機栽培農法は、食の安全を守る手段であることはもとより、農薬や化学肥料を使用しない循環型農業であるためエコロジーと密接な関係にある。オーガニックファーマーズマーケットではこれら有機農法で生産されたもののみを扱うことで、生産者と消費者それぞれの商業メリットを超えたフィロソフィーを体現していると考えられる。